# Piratisca lophota
Piratisca lophota är en fjärilsart som beskrevs av George Thomas Bethune-Baker 1908. Piratisca lophota ingår i släktet Piratisca och familjen nattflyn. Inga underarter finns listade i Catalogue of Life.